# Campeonato Pan-Americano de Ginástica Acrobática de 2022
O IV Campeonato Pan-Americano de Ginástica Acrobática foi realizado em Bogotá, Colômbia, de 18 a 20 de novembro de 2022. A competição foi organizada pela Federação Colombiana de Ginástica e aprovada pela Federação Internacional de Ginástica.

## Nações participantes
- Brasil (Sênior e age groups)
- Canadá (Age group)
- Colômbia (Sênior)
- Estados Unidos (Sênior, juvenil e age group)
- México (Age group)
- Porto Rico (Age group)
- Venezuela (Age group)

## Medalhistas

### Sênior
| Evento                      | Ouro           | Prata    | Bronze |
| --------------------------- | -------------- | -------- | ------ |
| Duplas Femininas Estático   | Estados Unidos | Brasil   | —      |
| Duplas Femininas Dinâmico   | Estados Unidos | Brasil   | —      |
| Duplas Femininas Combinado  | Estados Unidos | Brasil   | —      |
| Grupos Femininos            | Brasil         | —        | —      |
| Duplas Masculinas Estático  | Estados Unidos | Colômbia | —      |
| Duplas Masculinas Dinâmico  | Estados Unidos | —        | —      |
| Duplas Masculinas Combinado | Estados Unidos | —        | —      |
| Grupos Masculinos           | Colômbia       | —        | —      |

### Juvenil e age group
| Evento                             | Ouro           | Prata          | Bronze         |
| ---------------------------------- | -------------- | -------------- | -------------- |
| Duplas Masculinas Combinado AG1    | Canadá         | —              | —              |
| Duplas Femininas Combinado AG1     | Estados Unidos | Canadá         | Brasil         |
| Grupos Femininos AG1               | Estados Unidos | Canadá         | Brasil         |
| Equipes AG1                        | Canadá         | Brasil         | México         |
| Duplas Masculinas Combinado AG2    | Estados Unidos | —              | —              |
| Duplas Mistas AG2                  | Porto Rico     | —              | —              |
| Duplas Femininas Estático AG2      | Canadá         | Porto Rico     | Estados Unidos |
| Duplas Femininas Dinâmico AG2      | Canadá         | Estados Unidos | Porto Rico     |
| Duplas Femininas Combinado AG2     | Canadá         | Estados Unidos | Porto Rico     |
| Grupos Femininos Estático AG2      | Estados Unidos | Canadá         | Canadá         |
| Grupos Femininos Dinâmico AG2      | Canadá         | Canadá         | Estados Unidos |
| Grupos Femininos Combinado AG2     | Canadá         | Canadá         | Estados Unidos |
| Equipes AG2                        | Canadá         | Estados Unidos | —              |
| Duplas Femininas Combinado Juvenil | Estados Unidos | —              | —              |

Fonte: 